# Morten og Peter
Morten Jensen (11. november 1976 – 8. maj 2018) og Peter Palland er to danske tv-personligheder, ofte blot kaldet Morten og Peter. De blev kendt i TV 2-dokumentaren Er jeg da helt gak, mor? skabt af Nick Horup i 1991. Morten og Peter er født med Downs syndrom.

## Tv-optrædener
- Er jeg da helt gak, mor? (1991)
- Er jeg stadig gak gak, mor? (1995)
- Ikke helt gak! (2000)
- Morten og Peter vender tilbage (2002)
- Morten og Peter i Dublin (2003)
- Gak gak i køkkenet (2006)
- Morten og Peter - stjernerne på vej (2013)